# Victor Owusu
Victor Owusu (* 1923 in Ghana; † 16. Dezember 2000 in London) war einer der führenden Politiker und Juristen in Ghana. Owusu hatte neben der Position als Generalstaatsanwalt (Attorney-General)  auch das Amt des Außenministers Ghanas (Minister for Foreign Affairs) zweimal inne. Er gehörte zur Volksgruppe der Aschanti, einem Akan-Volk.

## Karriere
Als führender Oppositionspolitiker wurde Owusu im Regime von Kwame Nkrumah ohne Gerichtsverhandlung inhaftiert.
Nach dem Putsch des National Liberation Council (NCL) gegen Kwame Nkrumah wurde Owusu 1966 mit dem hohen Staatsamt des Generalstaatsanwalts (Attorney-General) betraut. Owusu war zuvor bereits Vorsitzender der ghanaischen Rechtsanwaltskammer gewesen.
Im Jahr 1969 wurde Owusu gleich zweimal Amtsnachfolger von Patrick Dankwa Anin auf dem Posten des Außenministers. Dieser Wechsel der Amtsinhaber ist unter anderem mit der politischen Umbruchphase des Jahres 1969 zu erklären. Im Oktober des Jahres 1969 wurde aus dem NCL die Präsidentialkommission (Presidential Commission) unter dem Vorsitz von zunächst Akwasi Amankwaa Afrifa und dann ab 1970 von Nii Amaa Ollennu gebildet. Ferner wurden am 29. August 1969 Parlamentswahlen abgehalten, aus denen der spätere Premierminister Kofi Abrefa Busia als Sieger hervorging.
Die erste Amtszeit Owusus auf dem Posten des Außenministers begann 1969 und endete wenige Monate später. Die zweite Amtszeit Owusus begann einige Monate nach seiner ersten Amtszeit erneut im Jahr 1969 und endete in der Amtszeit von Premierminister Busia im Jahr 1971. Sein Vizeminister im Außenministerium war in dieser zweiten Amtszeit John Agyekum Kufuor, der Präsident Ghanas seit 1997.
Bei den Präsidentschaftswahlen des Jahres 1979 trat Owusu für die Popular Front Party (PFP), der Nachfolgepartei der Regierungspartei der zweiten Republik, der Progress Party (PP) von Busia gegen den späteren Präsidenten Hilla Limann an. Er wurde bei diesen Wahlen unter den zehn angetretenen Kandidaten lediglich von Limann geschlagen und konnte fast 30 Prozent der Stimmen auf sich vereinigen.
Bei den Wahlen des Jahres 1989 stand Owusu als prominenter Unterstützer an der Seite der New Patriotic Party (NPP).

## Nach der Karriere und Familie
Owusu lebte seit 1991 bis zu seinem Tod nach schwerer Krankheit in Putney, London, Großbritannien. Victor Owusu war mit Agnes Owusu verheiratet.